# Здіслав Раушер
Здзіслав Еразм Раузер, (пол. Zdzisław Erazm Rauszer, народився 16 червня 1877 Варшаві; помер 20 жовтня 1952 у Варшаві) — польський метролог, державний діяч, директор Центрального управління заходів, член Варшавського наукового товариства.

## Біографія
Він був сином Юліана (нотаріуса) та Юлії, уродженої Фіялковської. Навчався в середній школі у Варшаві, у 1896–1903 роках навчався в інженерно-технологічному інституті. у Петербурзі. З 1903 року — асистент Центральної палати мір і ваг у Петербурзі. У 1916 році повернувся до Варшави, де створив організацію «Управління мір столичного міста Варшави», де став його керівником; у 1919 році установу перетворено на Центральне управління заходів, директором якого Раузер залишався до 1940 року. Пізніше він повернувся на свою посаду після Другої світової війни і обіймав посаду директора до 1949 року. У 1949–1951 роки виконував обов'язки завідувача відділу технічної лексики Польського комітету стандартизації у Варшаві. Протягом трьох років (1916—1919 рр.) читав лекції з тепломеханіки та принципів будови паровозів у Технічному залізничному училищі у Варшаві.
Крім того, організував науково-дослідні лабораторії, майстерні точної механіки, метрологічну бібліотеку при ЦВМ, підготував до професійної роботи багатьох метрологів. Сприяв приєднанню Польщі до Міжнародної метрологічної конвенції (1925 р.). Брав участь у Центральних конференціях заходів (1927, 1933, 1948 рр.). З 1903 року співпрацював із журналом «Kolejarz». У 1951 році був призначений рядовим членом Варшавського наукового товариства, з 1950 року брав участь у роботі Комісії технічних наук ПАУ. Був членом-засновником Польського фізичного товариства (1919 р.), президентом Комітету з розробки Міжнародної конвенції про законодавчу метрологію (1937—1950 рр.), членом Наукового інституту організації та управління та Міжнародного комітету заходів.
Похований на Повонзкому цвинтарі у Варшаві.

## Нагороди
Він був нагороджений Командорським хрестом ордена «Відродження Польщі» (31 грудня 1923 р.) та медаллю «Десятиліття відновленої незалежності» (1928 р.).
30 червня 1936 р. отримав ступінь Почесного доктора Львівської політехніки.

## Наукові праці
Був визнаним експертом з історичної метрології, законодавчої метрології та вимірювальної лексики. Також, досліджував метричну систему Королівства Польського. У своїй праці «Принципи законодавства про міри в Польщі та їх зв'язок із потребами техніки» (1917 р.) визнав одноманітність заходів однією з основ розвитку польської промисловості та техніки. Крім того, був автором проекту закону про міри в Польщі (1918 р.), внесеного у 1919 році. Працював над уніфікацією польської мірної лексики. Анонсував багато наукових праць, зокрема:
- Одиниці вимірювання, використовувані в Королівстві Конгресу на день, що передував Декрету про заходи від 8 лютого 1919 (1920 р.);
- Запровадження метричної системи в Королівстві Польському (1922 р.);
- Погляд на розвиток польської легалізації заходів (1928 р.);
- Перші десятиліття польського управління мірами та вимірювальними інструментами  (1929 р.);
- La progres du systeme metrique en Pologne (1929 р.);
- Legalizacja wag w rolnictwie (1930 р.);
- Помилки та виправлення інструмента вимірювання (1933 р.);
- Die eindeutige Bestimmung der Fehlbegriffs der Nessinstrumenten (1936 р.);
- Юридична оцінка (1939 р.).